# Chebakia

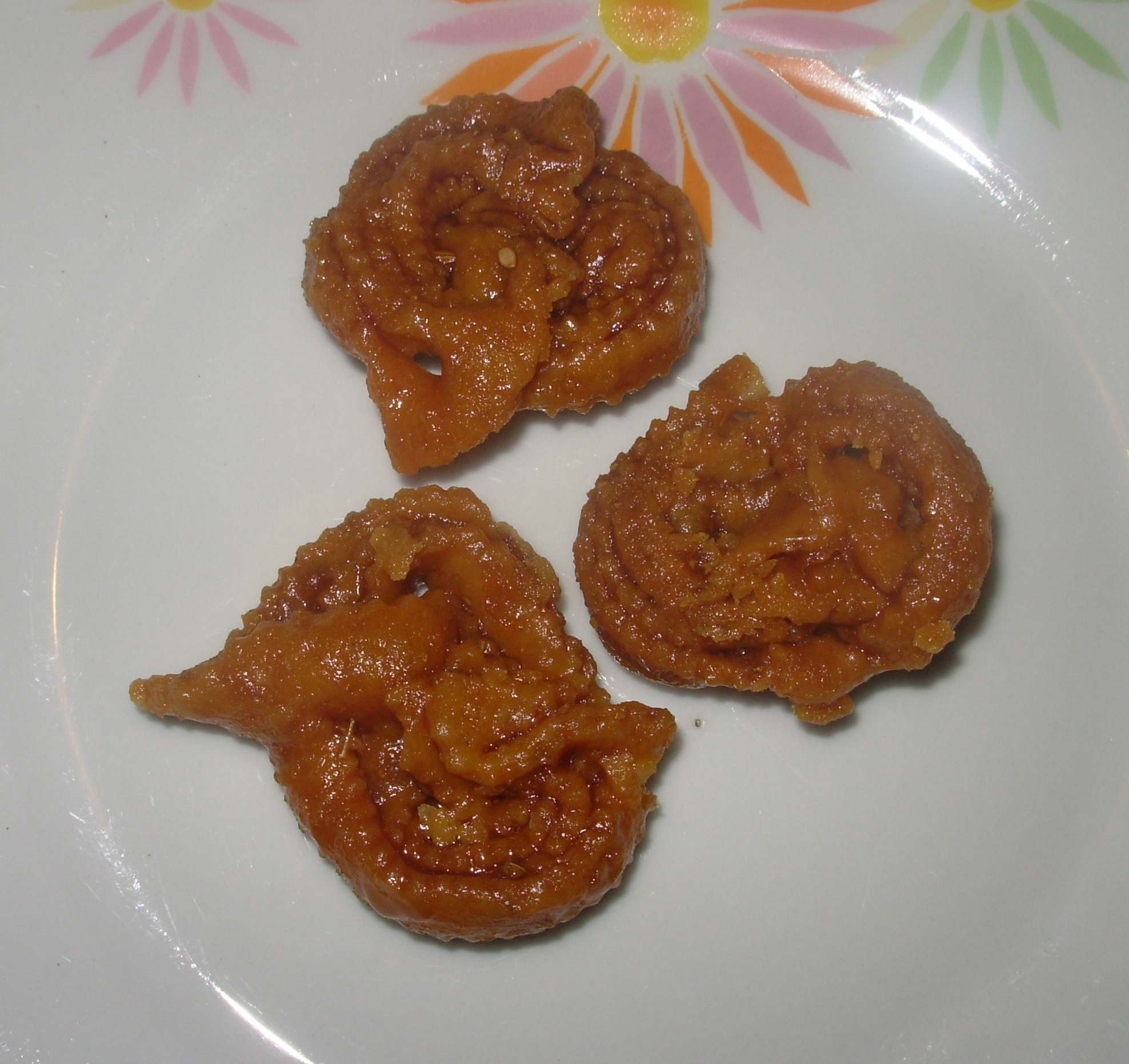
Chebakia

Chebakia, halwa chebakia ou shebbakiyya (em árabe: شباكية) é uma especialidade de pastelaria de origem marroquina, tradicionalmente confecionado e consumido principalmente durante o Ramadão. Em Rabat, chama-se mkharqa ou mkharka, na vizinha Salé el qli, em Fez griwech, em Ouezzane el hlou e noutras regiões do norte de Marrocos kwilech.
É feito com tiras de massa enroladas de forma a assemelharem-se com uma rosa, emaranhado ou grade, que são fritas até ficarem douradas, ensopadas com um xarope à base de mel (que também pode levar água de rosas) e polvilhadas com sésamo. A massa, preparada com farinha, ovos, água e flor de laranjeira, vinagre, açafrão, goma-arábica, sementes de anis, amêndoas, canela, azeite e sal, é cortada em tiras retangulares onde são feitos quatro entalhes com auxílio de um rolete que formam cinco linguetas; as tiras são seguidamente habilmente atadas para dar a característica forma que dá lhe dá o nome (chebakia pode traduzir-se como "gradeamento"). Os ingredientes e modo de preparação variam conforme a região. Consome-se geralmente como sobremesa, acompanhado com atāy (chá com hortelã; thé à la menthe).
A chebakia tem muitas semelhanças com os cartellate, doces natalícios do sul de Itália, com os fazuelos (ou fijuelas ou deblas), que os sefarditas consomem sobretudo no Purim, e com os pestiños da Andaluzia, típicos da Semana Santa e Natal.